# Zerdeva
Zerdeva är en hundras från Turkiet. Traditionellt har den använts som vakt- och jakthund. särskilt specialiserad på vildsvin. Den anses besläktad med laikorna och man tror att handelsmän tagit med sig hundar från Sibirien. Rasen är vanligast i Svartahavsregionen i nordöstra Turkiet och finns även i Georgien. Rasen är inte erkänd av den internationella hundorganisationen Fédération Cynologique Internationale (FCI) men är nationellt erkänd av den turkiska kennelklubben Köpek Irklarý ve Köpek Bilimleri Federasyonu (KIF).